# أنيتا كوبوس
أنيتا كوبوس (بالإنجليزية: Anita Kobuß)‏‏(من مواليد 13 فبراير 1944) هي سباقة قوارب بألمانيا الشرقية تنافس في أواخر الستينيات، وقد فازت بميدالية ذهبية في K-2 500 متر والميداليات البرونزية في K-1 500 متر وK-4 500 متر في بطولة العالم لسباق القوارب 1963 في برلين الشرقية.
احتلت كوبوس المركز الخامس في سباق لمسافة 500 K-2 متر في أولمبياد صيف 1968 في مدينة مكسيكو.

## روابط خارجية
- أنيتا كوبوس على موقع اللجنة الأولمبية الدولية (الإنجليزية)
- أنيتا كوبوس على موقع أوليمبيديا (الإنجليزية)